# Pommersche Bucht mit Oderbank
Pommersche Bucht mit Oderbank este o arie protejată (sit de importanță comunitară — SCI) din Germania întinsă pe o suprafață de 110.115 ha, integral marine.

## Localizare
Centrul sitului Pommersche Bucht mit Oderbank este situat la coordonatele 54°21′22″N 14°24′07″E / 54.3561°N 14.4019°E.

## Înființare
Situl Pommersche Bucht mit Oderbank a fost declarat sit de importanță comunitară în mai 2004 pentru a proteja 12 specii de animale.

## Biodiversitate
Situată în ecoregiunea continentală, aria protejată conține 1 habitat natural: Bancuri de nisip acoperite în permanență slab de apă marină.
La baza desemnării sitului se află mai multe specii protejate:
- păsări (8): Cepphus grylle, Clangula hyemalis, Gavia arctica arctica, cufundar mic (Gavia stellata), pescăruș mic (Larus minutus), Melanitta fusca fusca, Podiceps auritus auritus, Podiceps grisegena grisegena
- mamifere (1): marsuin (Phocoena phocoena)
- pești (3): Acipenser oxyrinchus, șip (Acipenser sturio), Alosa fallax

Pe lângă speciile protejate, pe teritoriul sitului au mai fost identificate 7 specii de nevertebrate, 1 specie de pești.